# حديقة جارودا فيشنو كينشانا الثقافية
حديقة جارودا فيشنو كينشانا الثقافية (بالإندونيسية: Taman Budaya Garuda Wisnu Kencana) هي مقصد سياحي جاذب تقع في أونغسان بادونغ في جزيرة بالي في إندونيسيا على بعد حوالي 10-15 دقيقة بالسيارة من مطار نغوراه راي الدولي. الحديقة مكرسة للإله الهندوسي فيشنو وجارودا الطائر الأسطوري الذي أصبح رفيقه. تم الانتهاء من بناء التمثال الذي يبلغ طوله 120.9 متر فيشنو وهو يركب جبل جارودا في أغسطس 2018. الحديقة تبلغ مساحتها حوالي 60 هكتارًا وتبلغ ارتفاعها 263 مترًا فوق مستوى البحر.

## تمثال جارودا فيشنو كينشانا
صُمم جارودا فيشنو كينشانا ليكون أطول تمثال في إندونيسيا، وهو مستوحى من قصة من الأساطير الهندوسية حول البحث عن أمرتا (إكسير الحياة). ووفقًا لهذه الأسطورة وافق جارودا على أن يغضبها اللورد فيشنو مقابل حقه في استخدام الإكسير لتحرير والدته المستعبدة.
لم تكن فكرة النصب بدون جدال، واشتكت السلطات الدينية في الجزيرة من أن حجمها الضخم قد يعطل التوازن الروحي للجزيرة، وأن طبيعتها التجارية غير ملائمة، لكن بعض المجموعات وافقت على المشروع، لأنه سيكون جاذب سياحي جديدة على أرض جرداء.
قام نيومان نورتا بتصميم التمثال البالغ طوله 75 مترًا وعرضه 65 مترًا. يقع على قاعدة التمثال ليصل الارتفاع الكلي للنصب إلى 121 مترًا (397 قدمًا)، والذي يبلغ ارتفاعه بفارق حوالي 30 مترًا (98 قدمًا) عن تمثال الحرية في الولايات المتحدة. يبلغ طول النصب التذكاري المكتمل حوالي 21 طابقًا. يزن 4.000 طن، مما يجعله أثقل تمثال في البلاد. التمثال مصنوع من صفائح النحاس والنحاس الأصفر، مع إطار من الصلب غير القابل للصدأ وهيكل صلب، بالإضافة إلى عمود أساسي من الصلب والخرسانة. تبلغ مساحة الغطاء الخارجي 22.000 متر مربع. تاج وسنو مغطى بالفسيفساء الذهبية والتمثال به ترتيب إضاءة مخصص. تم الانتهاء من النصب في 31 يوليو 2018 وافتتحه الرئيس الإندونيسي جوكو ويدودو في 22 سبتمبر 2018.

## موقع متعدد الأغراض
استضاف الموقع بعض الأحداث الدولية واسعة النطاق:
- في 20 فبراير 2011: لعبت فرقة الحديد البريطانية الثقيلة أيرون مايدن أول حفل موسيقى روك في المكان في جولة الحدود النهائية مع تذاكر بيعت لأكثر من 7000 معجب.[6]
- في 17 أغسطس 2011: لعبت فرقة الروك الأمريكية بارامور الموعد الثاني لجولتها المطلة على المحيط الهادئ في المكان. وكان هذا أيضا جولتهم الأخيرة في عام 2011.
- في 25 يوليو 2012: مأدبة افتتاح المؤتمر العالمي الستين لزمالة رجال إنجيل رجال الأعمال الدوليين الكاملة.
- في 7 و8 و9 ديسمبر 2018: يعقد في المكان مشروع مستودع جاكرتا، وهو أكبر مهرجان سنوي لموسيقى الرقص الإلكتروني في آسيا. للاحتفال بالذكرى السنوية لعقد واحد، غامر مستودع جاكرتا لأول مرة من مدينتهم المعتادة جاكرتا، وأخذت الحدث إلى بالي.[7]